# Xylotrechus sartorii
Xylotrechus sartorii är en skalbaggsart som först beskrevs av Louis Alexandre Auguste Chevrolat 1860.  Xylotrechus sartorii ingår i släktet Xylotrechus och familjen långhorningar.
Artens utbredningsområde är:
- Guatemala.
- Honduras.

Inga underarter finns listade i Catalogue of Life.